# Om-e Sile
Om-e Sile (perz. ام سیله) je otok smješten u Perzijskom zaljevu odnosno iranskoj Bušeherskoj pokrajini. Otok ima površinu od 4 km² i od kopna je udaljen 4 km. Proteže se duljinom od približno 3 km u smjeru sjever-jug, a maksimalna nadmorska visina mu je 3 m. Otok ima visok stupanj bioraznolikosti i staništem je morskim kornjačama, školjkama i raznim vrstama ptica, zbog čega pripada Zaštićenom području Mand.

## Poveznice
- Perzijski zaljev
- Popis iranskih otoka